# Nanna Wallensteen
Nanna Wallensteen, född 20 december 1856, död 6 juni 1923, var en svensk författare och dramatiker.
Wallensteen var redan som barn intresserad av skrivandet. Hon fick dikter publicerade i Göteborgs Handels- och Sjöfartstidning. År 1886 gifte hon sig med ingenjören Carl Wallensteen och flyttade då till Stockholm. Efter några år avled maken och Nanna Wallensteen blev ensamstående med två små barn. Wallensteen kom därefter att försörja sig som författare. År 1899 blev hon redaktör för tidningen Hemtrevnad. År 1907 blev hon redaktionssekreterare på Svensk Damtidning. Senare kom hon att överta den redaktionella ledningen för tidningen fram till sin död 1923.
Wallensteen skrev under pseudonymen Sven Ljung. Hon debuterade 1896 med I kärlekens öga. Hon skrev senare under pseudonymen Malling junior men även under eget namn. Hon skrev sammanlagt ett femtiotal böcker. Därutöver skrev hon flera pjäser, bland andra Två mödrar (premiär på Dramaten 1900) och Flickorna fria (premiär på Svenska teatern i Stockholm 1908).